# Stefan von Holtzbrinck
Stefan von Holtzbrinck (* 15. Mai 1963 in Ettlingen) ist ein deutscher Jurist, Verleger und Milliardär. Er ist (bis zu ihrem Tod am 17. Oktober 2019 gemeinsam mit seiner Halbschwester Monika Schoeller) Teilhaber der von seinem Vater Georg von Holtzbrinck gegründeten Verlagsgruppe Georg von Holtzbrinck und seit Mai 2001 der Vorsitzende der Geschäftsführung.
Von Holtzbrinck gehört zu den 50 reichsten Personen in Deutschland mit einem geschätzten Vermögen von 4,8 Milliarden Euro (Stand 2024).

## Leben
Stefan von Holtzbrinck studierte Jura und Germanistik an der Eberhard-Karls-Universität Tübingen und der Ludwig-Maximilians-Universität München. Er wurde bei Peter Lerche in München über die Vergabe von Kabelfrequenzen promoviert.
Von 1990 bis 1992 war Stefan von Holtzbrinck als Assistent der Geschäftsführung der Kirch-Gruppe in München tätig. Von 1992 bis 1996 baute er die Sparte Neue Medien der Verlagsgruppe Georg von Holtzbrinck in München auf und fungierte als Geschäftsführer des Systhema Verlages. Von 1997 bis 2000 arbeitete er als Director Electronic Publishing und Managing Director der Nature Publishing Group, eines internationalen Wissenschaftsverlags für Biologie, Medizin und Physik, der unter anderem die Zeitschrift Nature herausgibt. Die Nature Publishing Group ist eine Tochtergesellschaft der Macmillan Limited in London, die wiederum seit 1999 vollständig zur Verlagsgruppe Georg von Holtzbrinck gehört. Zuletzt fungierte Stefan von Holtzbrinck als Director von Macmillan Limited.
Im Mai 2001 übernahm er von seinem 22 Jahre älteren Halbbruder Georg-Dieter von Holtzbrinck den Vorsitz der Geschäftsführung der Verlagsgruppe Georg von Holtzbrinck. Stefan von Holtzbrinck und seine Halbschwester Monika Schoeller hielten seit dem vollständigen Rückzug von Georg-Dieter von Holtzbrinck Mitte 2006 jeweils 50 % der Anteile der Verlagsgruppe Georg von Holtzbrinck. Mitte März 2007 schied Michael Grabner nach über 15 Jahren aus der Führungsriege von Holtzbrinck aus. Stefan von Holtzbrinck übernahm danach zusätzlich den Vorsitz des Geschäftsbereichs Zeitungen und den Vorsitz des Aufsichtsrates der Verlagsgruppe Handelsblatt (seit 2018 als Handelsblatt Media Group firmierend).
Anfang der Jahrhunderts erwarb sich Stefan von Holtzbrinck einen Ruf als besonders innovativer Unternehmer, der die Gewinne aus dem klassischen Verlagsgeschäft vornehmlich in neue digitale Geschäftsmodelle investierte. So kaufte er 2007 für 85 Millionen Euro das Soziale Netzwerk StudiVZ. 2010 lehnte er das Angebot von Mark Zuckerberg zur Übernahme des Netzwerks gegen eine signifikante Beteiligung an Facebook ab. StudiVZ wurde wenig später geschlossen. Die Ablehnung gilt als eine der teuersten Fehlentscheidungen in der deutschen Wirtschaftsgeschichte. Holtzbrincks umstrittene Entscheidung, Barbara Laugwitz als Verlegerin des Rowohlt Verlags zu entlassen, um sie 2019 durch Florian Illies zu ersetzen, was auch auf Kritik namhafter Autoren des Verlags stieß, fand ein negatives öffentliches Echo, nachdem Illies nur ein Jahr später kündigte.
Stefan von Holtzbrinck ist Vorsitzender des Stiftungsrats der Max-Planck-Förderstiftung zur Förderung der Max-Planck-Gesellschaft, Vorsitzender des Kuratoriums „Kinderfreundliches Stuttgart“ und Mitglied des Vorstands der Bürgerstiftung Stuttgart. Seit 2008 ist er zudem Mitglied des Verwaltungsrates der Max-Planck-Gesellschaft.

## Vermögen
Stefan von Holtzbrinck ist Milliardär. Sein Vermögen betrug 4,8 Milliarden Euro (Stand 2024). 2015 belegte er auf der Forbes-Liste der reichsten Menschen der Welt Platz 1741; 2024 Platz 672. Neben seinem Anteil an der Verlagsgruppe Georg von Holtzbrinck ist Stefan von Holtzbrinck über die Beteiligungsgesellschaft HV Capital an zahlreichen E-Commerce-Unternehmen beteiligt, darunter u. a. Zalando, Groupon, HelloFresh und Rocket Internet.